# Chiesa di San Giorgio Martire (Domegge di Cadore)
La chiesa di San Giorgio Martire è la parrocchiale di Domegge di Cadore, in provincia di Belluno e diocesi di Belluno-Feltre; fa parte della convergenza foraniale di Ampezzo-Cadore-Comelico.

## Storia
Si sa che Domegge divenne sede di una pieve autonoma da quella di Pieve di Cadore nel 1208. La chiesa venne riedificata nel 1463.
L'attuale parrocchiale, il cui progetto, originariamente elaborato dall'ingegner Sandi, venne in seguito modificato dal feltrino Giuseppe Segusini, venne costruita in stile neoclassico tra il 1861 ed il 1867 e consacrata il 20 aprile 1933.

## Interno
Opere di pregio conservate all'interno della chiesa sono l'altar maggiore, impreziosito da due statue di San Giorgio e di Santo Stefano, scolpite da Franco Cavallini, una pala raffigurante San Giorgio che uccide il drago, eseguita dall'udinese Giovanni Moro, un bassorilievo con il medesimo soggetto, gli altari laterali del Sacro Cuore di Gesù e della Beata Vergine del Rosario, entrambi in marmo, una tela di Marco Vecellio con la Madonna con Bambino assieme alle Sante Apollonia e Lucia ed un crocifisso ligneo.